# Граф Кланкарті

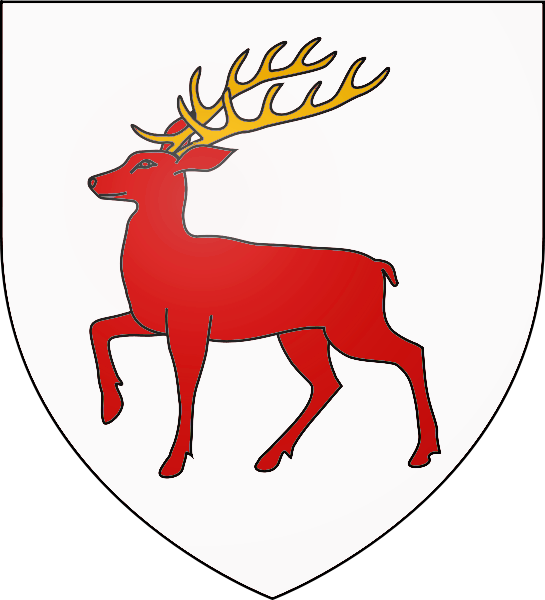
Герб графів Кланкарті першого створення титулу та ірландського клану Мак Карті.

Герб графів Кланкарті другого створення титулу та родини Тренч.

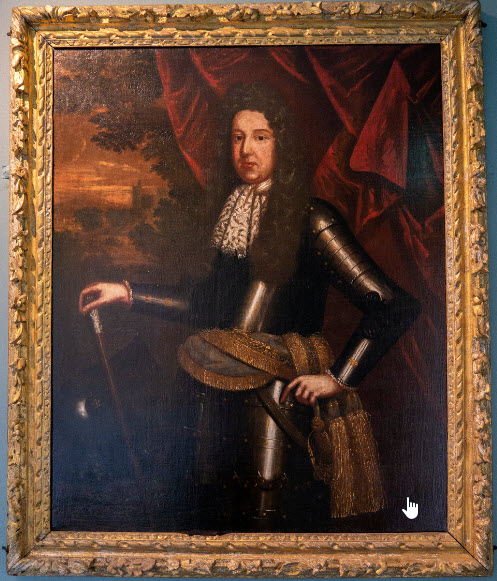
Доно Мак Карті — І граф Кланкарті першого створення титулу.

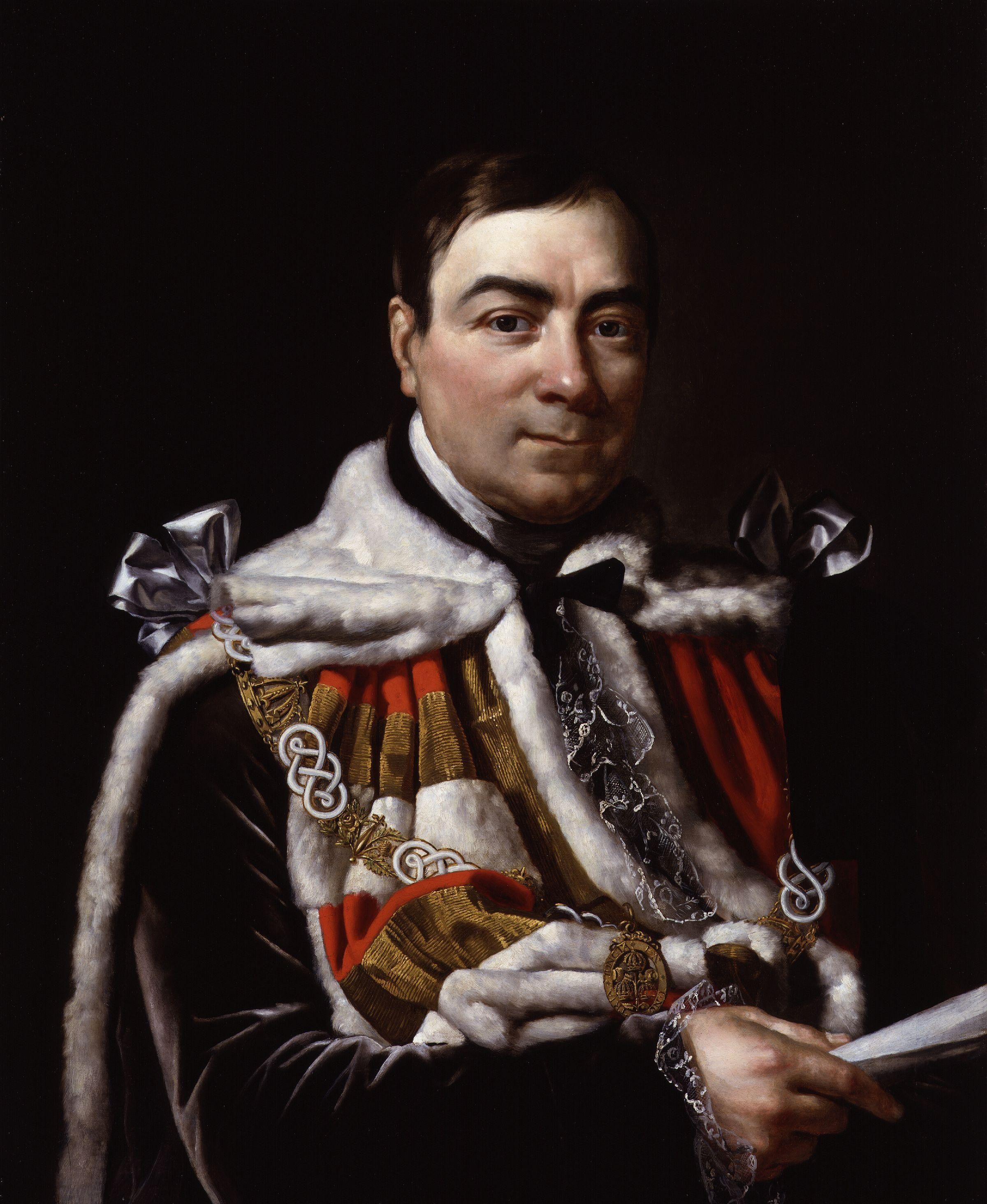
Річард Тренч — ІІ граф Кланкарті.

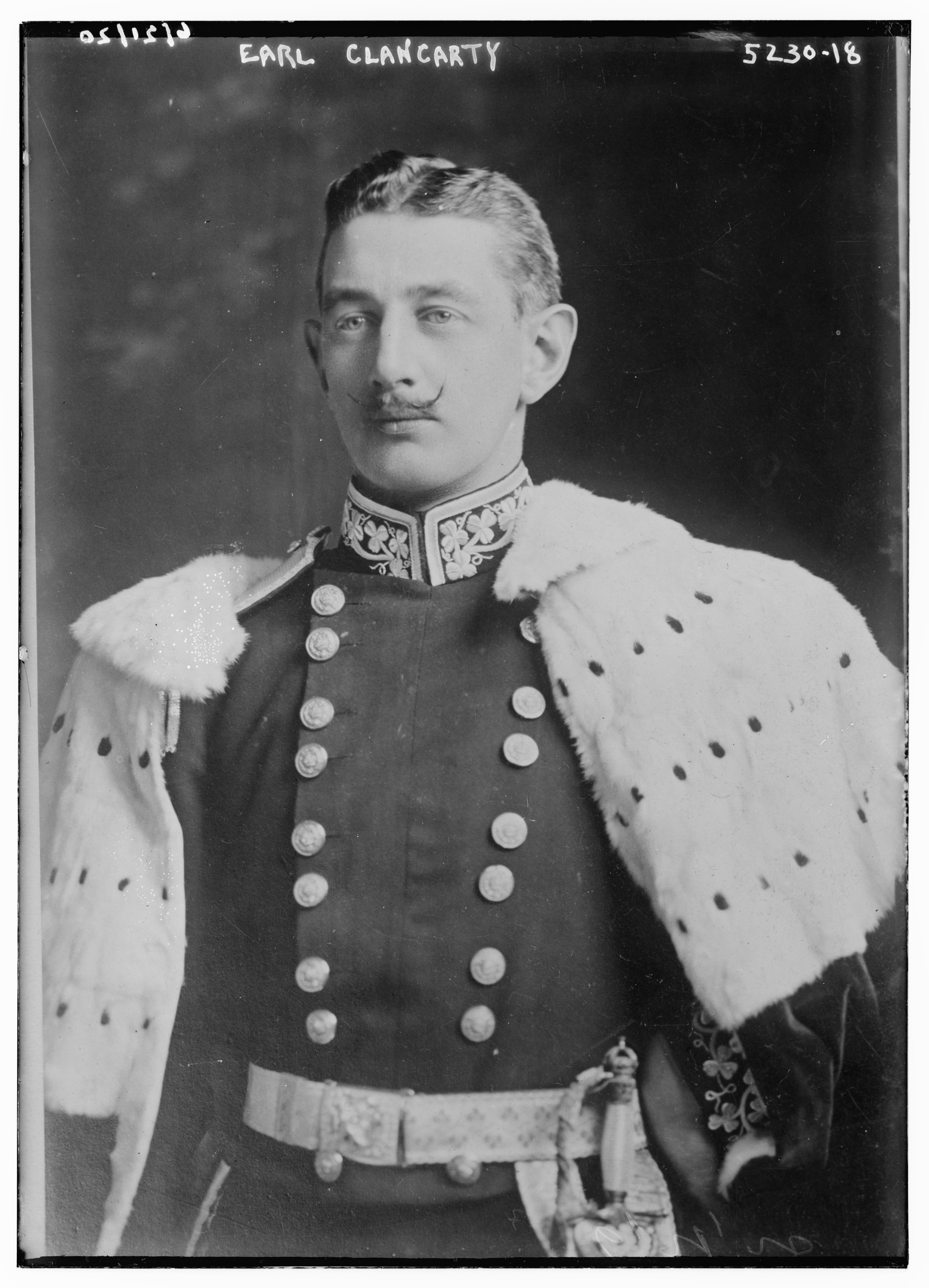
Вільям Тренч — V граф Кланкарті.

Граф Кланкарті (англ. Earl of Clancarty) — аристократичний титул в перстві Ірландії. Створювався двічі.

## Гасла графів Кланкарті
Гасло графів Кланкарті першого створення титулу: Consilio et prudentia — «Порадою та розсудливістю» (лат.)
Гасло графів Кланкарті другого створення титулу: Dieu pour la Trenche quicontre — «Якщо Бог за Тренчів, то хто проти нас» (фр.)

## Історія графів Кланкарті
Титул граф Кланкарті верше було створено в перстві Ірландії в 1658 році для Доно Мак Карті — II віконта Маскеррі з клану Мак Карті з Маскеррі. Він був депутатом Палати громад парламенту Ірландії та представляв графство Корк. Лорд Кланкарті на той час вже володів титулом баронета в баронетстві Нової Шотландії з 1638 року. Потім він успадкував титул віконта від свого батька. Він був відомим ірландським політиком та військовим, борцем за свободу Ірландії. У 1642 році він повстав проти влади Англії та на захист католицизму, який сповідувало більшість ірландців. Став одним із лідерів повстання за свободу Ірландії 1642—1652 років, одним із лідерів Ірландської Конфедерації. Затято воював проти англійських військ Кромвеля. Брав участь у битвах під Лімериком, під Ліскароллі, під Ноклаклаші. Чинив опір англійській армії до останнього. У вигнанні отримав титул графа Кланкарті від короля-вигнанця Карла ІІ, що підтвердив цей титул після повернення на трон. Після реставрації монархії в 1660 році повернувся до Ірландії.
Титул віконт Маскеррі був створений в перстві Ірландії в 1628 році для батька Доно Мак Карті — Чарльза Мак Карті. Чарльз Маккарті — І віконт Маскеррі (бл. 1570—1641), якого також звали Кормак Ог, походив із родини ірландських вождів клану Мак Карті, але навчався в Оксфорді та отримав титул згідно з англійським законодавством. Він виступав проти Страффорда — авторитарного головного губернатора Ірландії короля Англії Карла I, і в 1641 році сприяв засудженню та страті Страффорда, подавши скарги до Вестмінстеру. Чарльз народився близько 1570 року і був старшом сином Кормака Мак Дермота Мак Карті та Мері Батлер. Його батько був XVI лордом Маскеррі. Його називали ірландським іменем Кормак, а не англійським іменем Чарльз, він відрізнявся від свого батька суфіксом покоління Ог — «молодший». Родина його батька була родиною вождів ірландського клану Мак Карті з Маскеррі — ірландська династія, що відгалужилася від клану Мак Карті Мор у XIV столітті, коли молодший син отримав землі Маскеррі. Його мати була дочкою Теобальда Батлера — І барона Кагір. Родина його матері — династія Батлерів, була давньоанглійською і походила від Теобальда Волтера, що був призначений головним дворецьким Ірландії королем Генріхом II у 1177 році. У Чарльза (Кормака) Мак Карті було два брати й сестра. Його батько Кормак Мак Дермот Мак Карті навернувся до протестанстської церкви — офіційної церкви в королівстві. Чарльз здобув освіту в Оксофрді, куди в той час не приймали католиків, тільки протестантів, але потім він повернувся до католицизму. Чарльз Мак Карті був одружений двічі. Перший раз він одружився з Маргарет О'Браєн в 1590 році. Маргарет була дочкою Доно О'Браєна — IV графа Томонд з династії О'Браєнів — нащадків Верховного короля Ірландії Браєна Бору. У них було два сини — Кормак (помер молодим) та Доно, що став І графом Кланкарті та п'ять дочок: Джулія (Шила), Мері, Елена, Елеонора, Гелена. Вдруге Чарльз Мак Карті одружився після смерті першої дружини з Елен Рош — дочці Девіда Рош — VII віконта Фермой. Після отримання титулу віконта, який, подейкують, був куплений, Чарльз Мак Карті був депутатом Палати лордів парламенту Ірландії. Під час свого депутатства він виступав різко проти намісника короля Англії в Ірландії, проти високих податків, проти участі Ірландії у війні в Шотландії. Помор у віці 70 років під час своєї парламентської місії до Лондона.
Титул графа Кланкарті успадкував онук Доно Мак Карті — Чарльз Мак Карті, що став ІІ графом Кланкарті. Він був сином Чарльза Мак Карті — віконта Маскеррі, що загинув під час Другої англо-голладської війни. Чарльз — лорд Кланкарті момер немовлям, титул успадкував його дядько Каллаган Мак Карті, що став ІІІ графом Кланкарті. Він отримав релігійну освіту у вигнанні, у Франції. Успідкувавши титули він повернувся до Ірландії і прийняв протестантизм. Але на смертному одрі знову навернувся до католицизму.
Після його смерті титул успадкував його син Доно Мак Карті, що став IV графом Кланкарті. Він підтримав скинутого короля Якова ІІ під час так званих якобітських (вільямітських) війн і після поразки ірландців-католиків та якобітів втратив всі звої землі та титули. Його син та спадкоємець Роберт Мак Карті — віконт Маскеррі служив губернатором Ньюфаундленду (Канада), але був виключений із закону про відшкодування 1747 року, що помилував якобітів.
Вдруге титул графа Кланкарті в перстві Ірландії був створений в 1803 році для Вільяма Тренча — І віконта Данло. Він був депутатом парламенту Ірландії і представляв графство Голвей. Він на той час вже отримав титули барона Кілконелл з Гарбаллі, що в графстві Голвей в 1797 році та титул віконта Данло з Данло та Баллінасло, що в графстві Голвей та Роскоммон в 1801 році. Обидва титули були створені в перстві Ірландії. Вільям Тренч був нащадком І віконта Маскеррі через його дочку. Лорд Кланкарті мав 19 дітей.
Титул успадкував його старший син Річард Ле Поер Тренч, що став ІІ графом Кланкарті. Він був видатним політиком та дипломатом. Був президентом Торгової палати, послом Великої Британії в Нідерландах, був депутатом Палати лордів парламенту Об'єднаного Королівства Великої Британії та Ірландії як представник Ірландії в 1808—1837 роках. У 1815 році він отримав титул барона Тренч з Гарбаллі, що в графстві Голвей в перстві Великої Британії. У 1823 році він отримав титул віконта Кланкарті з графства Корк в перстві Великої Британії. 8 липня 1815 року король Нідерландів Вільгельм І зарахував його до нідерландської шляхти і дарував титул маркіза Геусдена.
ІІІ граф Кланкарті — Вільям Томас Ле Поер Тренч (21 вересня 1803 — 26 квітня 1872) у 1805—1837 роках називався віконтом Данло, був ірландським пером. Він здобув освіту в коледжі Святого Джона в Кембриджі. Вільям Тренч народився в Каслтоні, графство Кілдер, Ірландія, в родині Річарда Тренча — ІІ графа Кланкарті та Генрієтти Маргарет Стейплз. 8 вересня 1832 року він одружився з леді Сарою Джуліаною Батлер. У них було шестеро дітей:
- Річард Сомерсет Ле Поер Тренч — IV граф Кланкарті (13 січня 1834 — 29 травня 1891)
- Майор почесний Фредерік Ле Поер Тренч (10 лютого 1835 — 17 грудня 1913)
- Полковник Вільям Ле Поер Тренч (17 червня 1837 — 16 вересня 1920)
- Леді Енн Ле Поер Тренч (1839 — 12 березня 1924)
- Поуер Генрі Ле Поер Тренч (11 травня 1841 — 30 квітня 1899)
- Леді Сара Емілі Грейс Ле Поер Тренч (6 грудня 1843 — 2 серпня 1875)

IV граф Кланкарті — Річард Сомерсет Ле Поер Тренч (13 січня 1834 — 29 травня 1891) у 1837—1872 роках називався віконтом Данло, був ірландським пером. Він народився в Дубліні, Ірландія, в сім'ї Вільяма Тренча — ІІІ графа Кланкарті та леді Сари Джуліани Батлер. 29 листопада 1866 року він одружився з леді Аделізою Джорджіаною Герві — донькою Фредеріка Вільяма Герві — ІІ маркіза Брістоль та леді Кетрін Ізабелли Меннерс. У Річарда та Аделоїзи було троє дітей:
- Вільям Фредерік Ле Поер Тренч — V граф Кланкарті (29 грудня 1868 — 16 лютого 1929)
- Леді Кетрін Енн Ле Поер Тренч (12 серпня 1871 — 25 лютого 1953)
- Річард Джон Ле Поер Тренч (25 грудня 1877 — 10 серпня 1960).

Річард Тренч похований разом із дружиною Аделізою на західній стороні Хайгейтського кладовища.
V граф Кланкарті Вільям Фредерік Ле Поер Тренч відомий тим, що в липні 1889 року одружився з англійською співачкою мюзик-холу Белл Білтон (1867—1906) проти волі свого батька, що продав свої маєтки як помсту своєму спадкоємцю. Старший син V графа — Річард Фредерік Джон Доно Ле Поер Тренч, що став VI графом Кланкарті, помер не маючи синів, тому титул успадкував його молодший брат Гревіль Сідні Рочфорт Ле Поер Тренч, що став VII графом Кланкарті. Він був четвертим сином V графа Кланкарті від першого шлюбу. Він помер бездітним, титул успадкував його зведений брат Вільям Френсіс Брінслі Ле Поер Тренч, що став VIII графом Кланкарті. Він був відомим уфологом.
На сьогодні титулом володіє його племінник Ніколас Павер Річард Ле Поер Тренч, що успадкував титул в 1995 році і став ІХ графом Кланкарті. Він є сином його ясновельможності Пауера Едварда Форда Ле Поер Тренча — другого сина V графа Кланкарті від другого шлюбу.
Графи Кланкарті були депутатами Палати лордів парламенту Великої Британії як віконти Кланкарті до ухвалення Закону про Палату лордів 1999 року.
Інші відомі люди з династії Тренч:
- Ейр Тренч — брат І графа Кланкарті — був генерал лейтенантом британської армії.
- Його високопреосвященство Пауер Тренч — третій син І графа Кланкарті — був архієпископом Туам.
- Вільям Ле Поер Тренч — четвертий син І графа Кланкарті — був контр-адміралом британського королівського флоту.
- Преподобний Чарльз Ле Поер Тренч — п'ятий син І графа Кланкарті був архідияконом Ардаг.
- Генрі Люк Тренч був генерал-майором Бенгальського корпусу.
- Сер Роберт Ле Поер Тренч — дев'ятий син І графа, був полковником британської армії, лицарем-командором Ордену Бат.
- Вільям Ле Поер Тренч — третій син ІІІ графа Кланкарті був полковником королівських інженерів британської армії, був депутатом Палати громад і представляв графство Голвей.

Родина Тренч стверджує, що вона споріднена з гугенотами та з шотландськими аристократами. Барони Ештаун є іншою гілкою родини Тренч. Вільям Тренч — І граф Кланкарті був правнуком Фредеріка Тренча, брат якого преподобний Джон Тренч був прадідом Фредеріка Тренча — І барона Ештаун. Місто Тренч на острові Ямайка отримало свою назву від Деніела Пауера Тренча — ірландського емігранта на Ямайку XVIII століття.
Родинним гніздом графів Кланкарті був маєток Гарбаллі-Корт, що поблизу Баллінасло, графство Голвей, Ірландія.

## Віконти Маскеррі (1628)
- Чарльз Маккарті (помер 1641) — І віконт Маскеррі
- Доно Маккарті (1594—1665) — ІІ віконт Маскеррі (отримав титул граф Кланкарті в 1658 р.)

## Графи Кланкарті (1658)
- Доно Маккарті (1594—1665) — І граф Кланкарті
- Чарльз Маккарті (помер 1666 р.) — ІІ граф Кланкарті
- Каллаган Маккарті (помер 1676) — ІІІ граф Кланкарті
- Доно Маккарті (1668—1734) — IV граф Кланкарті (позбавлений титулів в 1691 році)

## Графи Кланкарті, друге створення титулу (1803)
- Вільям Пауер Кітінг Тренч (1741—1805) — І граф Кланкарті
- Річард Ле Поер Тренч (1767—1837) — ІІ граф Кланкарті (у 1815 році нагороджений титулом маркізом Геусден у маркізаті Нідерландів)
- Вільям Томас Ле Поер Тренч (1803—1872) — ІІІ граф Кланкарті
- Річард Сомерсет Ле Поер Тренч (1834—1891) — IV граф Кланкарті
- Вільям Фредерік Ле Поер Тренч (1868—1929) — V граф Кланкарті
- Річард Фредерік Джон Доно Ле Поер Тренч (1891—1971) — VI граф Кланкарті
- Гревілль Сідні Рочфорт Ле Поер Тренч (1902—1975) — VII граф Кланкарті
- Вільям Френсіс Брінслі Ле Поер Тренч (1911—1995) — VIII граф Кланкарті
- Ніколас Пауер Річард Ле Поер Тренч (нар. 1952) — IX граф Кланкарті

Наразі спадкоємця титулів графа Кланкарті та маркіза Геусден немає.